# Ümit Özat
Ümit Özat (ur. 30 października 1976 w Ankarze) – były turecki piłkarz występujący na pozycji obrońcy lub pomocnika.

## Kariera klubowa
Ümit Özat zawodową karierę rozpoczynał w 1995 roku w zespole Gençlerbirliği SK. W debiutanckim sezonie rozegrał dla niego siedemnaście ligowych pojedynków, jednak w kolejnych rozgrywkach grywał już znacznie częściej. Przez sześć sezonów spędzonych w Gençlerbirliği Özat rozegrał 150 spotkań w lidze, w których strzelił dziesięć goli. W sezonie 2000/2001, w którym Turek przebywał na wypożyczeniu w Bursasporze, Gençlerbirliği wywalczyło Puchar Turcji.
W 2001 roku Özat podpisał kontrakt z Fenerbahçe SK, z którym na szczeblu krajowym odniósł wiele sukcesów. Trzy razy zdobył mistrzostwo kraju oraz dwa razy sięgnął po krajowy puchar. W trakcie sześciu sezonów spędzonych w Stambule turecki zawodnik brał udział w 212 pojedynkach pierwszej ligi.
W maju 2007 roku Özat podpisał trzyletnią umowę z grającym w drugiej lidze niemieckiej 1. FC Köln. W sezonie 2007/2008 wystąpił w 35 spotkaniach i dzięki zajęciu w końcowej tabeli trzeciego miejsca razem z drużyną awansował do Bundesligi. 29 sierpnia 2008 roku podczas meczu z Karlsruher SC Turek stracił przytomność. Natychmiast udzielono mu pierwszej pomocy, a następnie przetransportowano go do szpitala. Badania wykazały, że zawodnik cierpi na zapalenie mięśnia sercowego. 14 marca 2009 roku Özat oficjalnie poinformował o zakończeniu piłkarskiej kariery.

## Kariera reprezentacyjna
W reprezentacji Turcji Özat zadebiutował 16 sierpnia 2000 roku w spotkaniu z Bośnią i Hercegowiną. Następnie Şenol Güneş powołał go 23-osobowej kadry na Mistrzostwa Świata 2002, na których Turcy niespodziewanie wywalczyli brązowy medal. W meczu półfinałowym nie sprostali późniejszym triumfatorom turnieju – Brazylijczykom, a w pojedynku o trzecie miejsce pokonali 3:2 współgospodarzy mundialu – Koreę Południową. Łącznie dla drużyny narodowej Turek zaliczył 50 występów i zdobył jedną bramkę. Ostatni mecz w reprezentacji rozegrał 12 listopada 2005 roku, a Turcy przegrali 2:0 ze Szwajcarią.